# David Gabaldón i Calzada
David Gabaldón i Calzada (Igualada, 7 de maig de 1970) és un ex-jugador d'hoquei sobre patins català que guanyà la impressionant xifra de 40 títols pel que fa a les competicions de club.
Gabaldón jugava de davanter i començà a jugar al col·legi Jesús i Maria d'Igualada. Després fitxà com a infantil per l'Igualada HC, club amb el qual guanyà 4 Lligues espanyoles i 3 Copes d'Europa, entre altres títols, en 8 temporades des de 1987 fins al 1995.
Aquesta gran trajectòria la completà amb 8 temporades més al FC Barcelona, on guanyà 7 Lligues espanyoles i 4 Copes d'Europa. També fou internacional amb Espanya. Es retirà el mateix any que el porter Carles Folguera, amb el que compartí la mateixa trajectòria de 8 anys a Igualada i 8 anys al FC Barcelona.

## Palmarès
- 11 Lligues espanyoles: 7 (FC Barcelona), 4 (Igualada HC)
- 5 Copes del Rei / Copes espanyoles: 3 (FC Barcelona), 2 (Igualada HC)
- 1 Supercopa espanyola
- 6 Lligues catalanes
- 7 Copes d'Europa: 4 (FC Barcelona), 3 (Igualada HC)
- 6 Supercopes d'Europa
- 1 Copa Intercontinental (1983)
- 3 Copa Ibèrica d'hoquei patins